# Jana Sterbak
Jana Sterbak (Jana Štěrbáková) é uma artista multidisciplinaria de origem tcheca. 

## Vida e carreira
Jana Sterbak graduou-se em Belas Artes na Concordia University, completando aulas em história do cinema com John Locke e Tom Waugh, e em pintura com Yves Gaucher e Guido Molinari. Nos anos 80, estudou história da arte na University of Toronto e na New York University antes de decidir de abandonar os estudos para se dedicar inteiramente à sua prática artística. Na sua abordagem artística, a performance é incorporada nas suas instalações de fotografia, filme e vídeo. 
Nos anos 90, Sterbak mudou-se para Paris para ensinar na École nationale supérieure des beaux-arts (ENSBA). Aos 36 anos, uma retrospectiva da sua obra foi realizada na National Gallery of Canada (1991) e foi posteriormente exposta no MIT em Boston e no Museum of Contemporary Art San Diego (1992).
A carreira europeia de Sterbak começou em 1990 quando o co-curador Bernard Blistène optou por apresentar o trabalho dela no Aperto, a secção internacional da Bienal de Veneza. Seguiram-se várias exposições individuais: em 1992, no Louisiana Museum of Modern Art (Dinamarca) e no MoMA New York, onde foi apresentada uma das suas instalações icónicas, Sisyphus (esta obra juntou-se em seguida à colecção do MAC Marseille); e em 1993 na Fundação La Caixa em Barcelona. Velleitas, uma exposição individual comissariada por Corinne Diserens foi apresentada em 1995 no Musée d'art moderne de Saint-Étienne, na Fundació Antoni Tàpies em Barcelona e na Serpentine Gallery em Londres em 1996.
No início dos anos 2000, ela produziu duas instalações vídeo. A primeira, From Here to There, representou o Canadá na Bienal de Veneza de 2003; a segunda, Waiting for High Water, filmada em Veneza durante uma ocorrência do fenómeno acqua alta, foi apresentada na Bienal de Praga em 2005. Waiting for High Water tornou-se a sua instalação vídeo mais exibida (texto de catálogo de Hubert Damisch).
Em 2012, Sterbak, cidadã canadense desde o seu vigésimo aniversário, recebeu o Governor General’s Award in the Visual and Media Arts, e em 2017, o Prix Paul-Émile-Borduas (Québec).
"A sua biografia pode não se refletir diretamente nas suas obras, mas proporcionou um conjunto de experiências para um exame da questão de como diferentes sociedades estão ligadas umas às outras. Estas são questões relativas aos conflitos humanos na vida contemporânea e à tensão entre as esferas privada e pública, entre liberdade e dependência. As obras de Jana Sterbak são tão poéticas como políticas. São conceptualmente precisas, entrelaçando o imediatismo de materiais específicos com referências a mitologia, literatura e filosofia. Os seus materiais são frequentemente efémeros e transformadores, como as cadeiras de gelo de Dissolution-Auditorium que derretem lentamente ou os pedaços de carne costurados juntos para compor um vestido na sua famosa obra muito discutida e amplamente copiada, Vanitas: Flesh Dress for an Albino Anorexic."
Ambos são metáforas poderosas para processos sociais e físicos que nos falam explicitamente a nível pessoal e sensorial.

## Prémios
• 1991: Guggenheim Fellowship, John Simon Guggenheim Memorial Foundation, Estados Unidos
• 1993: Prix Antoine Guichard, Casino Fondation, Musée de Saint-Étienne, França (agora descontinuado)
• 1993: Victor Martyn Lynch-Staunton Award, Canada Council for the Arts
• 1996: Prix Ozias Leduc, Fondation Émile-Nelligan, Montreal, Canadá
• 2012: Governor General’s Award in Visual and Media Arts, Canadá
• 2017: Prix Paul-Émile-Borduas, Québec